# Mélanie Biémont
Mélanie Biémont est une joueuse de kayak-polo internationale française, née le 16 novembre 1976 à Caen.
Inscrite de 2002 à 2005 au club de Pont d'Ouilly, elle participe en 2008 au championnat de France N1F dans l'équipe de Acigné.

## Sélections
Sélections en équipe de France senior
- Championnats d'Europe 2001 : Médaille de bronze[3]
- Championnats du monde 2002 : Médaille d'argent [4]
- Championnats d'Europe 2003 : Médaille d'argent [5]
- Championnats du monde 2004 : Médaille de bronze[6]
- Championnats d'Europe 2005 : Médaille de bronze[7]
- Championnats d'Europe 2007 : Médaille d'argent [8]
- Championnats du monde 2008 : Médaille de bronze[9]
- Championnats d'Europe 2009 : Médaille de bronze[10]
- Jeux mondiaux de 2009 : Médaille de bronze[11]
- Championnats du monde 2010 : Médaille de bronze[10]